# Wischauer Sprachinsel
Die Wischauer Sprachinsel war eine deutsche Sprachinsel innerhalb der tschechischsprachigen Gebiete Südmährens.

## Geschichte
Nach dem Erwerb des slawischen Gaus Pustimir an der Bernsteinstraße durch das Bistum Olmütz setzte am Übergang vom 12. zum 13. Jahrhundert ein Landesausbau durch deutsche Kolonisten ein. Im Südwesten der Hanna, in den angrenzenden Bergen des Drahaner Berglandes, der Litenčické vrchy (Litentschitzer Berge) und der Vyškovská brázda (Wischauer Tor) ließen sich deutsche Siedler nieder und gründeten neue Siedlungen oder bauten alte slawische Orte aus.
Nach Abschluss des Landesausbaus war die Wischauer Sprachinsel im 15. Jahrhundert mit 60 Dörfern eine der größten in Mähren. Infolge der Angriffe der Hussiten, die sich vornehmlich gegen alles Katholische und Deutsche richteten, fiel ein Großteil der deutschen Dörfer wüst. Eine Wiederbesiedlung eines Teiles erfolgte durch Tschechen; allmählich wurden die verbliebenen deutschen Bewohner assimiliert. Der Dreißigjährige Krieg und der Deutsche Krieg sowie Seuchen, wie die 1866 von den Preußen eingeschleppte Cholera führten zu einem Rückgang der deutschsprachigen Bevölkerung. In der ersten Hälfte des 20. Jahrhunderts umfasste die Sprachinsel nur noch acht Dörfer mit insgesamt 3500 Bewohnern. Sie war durch das tschechischsprachige Dorf Podbřežice zweigeteilt. Den oberen Teil bildeten Kutscherau, Hobitschau, Tereschau, Rosternitz, Swonowitz und Lissowitz. Der untere Teil umfasste die Dörfer Gundrum und Tschechen.
Während der deutschen Besetzung erfolgte die Aussiedlung der tschechischen Minderheit aus den Sprachinseldörfern. Die Nähe zur Sprachinsel war auch einer der maßgeblichen Gründe für den 1940 erfolgten Beschluss zur Errichtung des deutschen Truppenübungsplatzes Wischau im Drahaner Bergland. Am 1. Jänner 1945 lebten im Landkreis Wischau 5273 Deutsche.
Nach dem Ende des Zweiten Weltkrieges waren es per 1. August 1945 nur noch 3128. Es ist nicht feststellbar, welcher Anteil daran auf Flucht und Tod durch Kriegseinwirkung zurückzuführen ist. Am 15. September 1945 wurden im Okres Vyškov 2970 Deutsche erfasst. Davon lebten 1941 in den acht Sprachinseldörfern. Im Laufe des Jahres 1946 wurden die deutschsprachigen Bewohner vertrieben und die Orte mit Tschechen aus den zwischen 1941 und 1945 für den Truppenübungsplatz geräumten 33 Dörfern des Drahaner Berglandes, deren Häuser bei den Übungen zerstört worden waren, neu besiedelt. Damit erlosch die Sprachinsel.